# Quatt Jarvis
Quatt Jarvis var en civil parish från 1866 till 1934 då den blev en del av Quatt Malvern, i grevskapet Shropshire, i England. Civil parish var belägen 5 km från Bridgnorth och hade 136 invånare år 1931.